# La Peña, Jalisco
La Peña är en ort i Mexiko.   Den ligger i kommunen Poncitlán och delstaten Jalisco, i den centrala delen av landet, 400 km väster om huvudstaden Mexico City. La Peña ligger 1 537 meter över havet och antalet invånare är 438.
Terrängen runt La Peña är kuperad åt nordväst, men åt sydost är den platt.  Trakten runt La Peña är nära nog obefolkad, med mindre än två invånare per kvadratkilometer. Närmaste större samhälle är Tizapán el Alto, 19,7 km söder om La Peña. 